# ウィンストン・ミリオン
ウィンストン・ミリオンは、かつてNASCARウィンストン・カップにおいて設定されていた賞典である。1985年から1997年にかけて、ウィンストン・カップの冠スポンサーであったレイノルズ・タバコが、「クラウン・ジュエル」と言われる4つのレースのうち3つを勝ったドライバーに対し、100万ドルの賞金を支給していた。1998年から2002年にかけては、ウィンストン・ノー・ブル・ファイブというボーナスが与えられた。2003年以降、レイノルズ・タバコ社がNASCARの冠スポンサーを降りたこと、およびフランシス・フェルコによる訴訟の影響により、グランドスラムは中止され、もはやNASCARにグランド・スラムは存在しない。

## グランドスラム
NASCARウィンストン・カップは、創設以来、長期にわたり「クラウン・ジュエル」という4つのレースを開催し続けてきた。そのレースは以下のとおりである。
- デイトナ500 シリーズ中最高賞金のレース。2月にデイトナで開催される。
- ウィンストン500 シリーズ中最も走破スピードの高いレース。4月末、もしくは5月はじめにタラデガで開催される。
- コカ・コーラ600 シリーズ中最長距離のレース。戦没将兵追悼記念日(5月の最終月曜日)の週の週末にシャーロットで開催される。
- サウザン500 シリーズ中最も古いサーキットで開催されるレース。労働者の日(9月第1月曜日)の週の週末にダーリントンで開催される。

同一ドライバーが、この4つのレースを同じ年に勝利したことは一度もない。1985年以前には、2人のドライバーが、4つのレースのうち3つのレースを同じ年に勝利した(これはスモールスラムとも言われる)。すなわち、1969年のリー・ロイ・ヤーボローと1976年のデビッド・ピアソンである。1985年、レイノルズ・タバコ社は、クラウン・ジュエル4つのレースのうち3つを同じ年に勝利したドライバーに対し、100万ドルの賞金を支給することを開始した。100万ドルを獲得したドライバーがいない年は、クラウン・ジュエル4レースのうち2レースを最初に制したドライバーに対し、10万ドルの賞金を支給した。コカ・コーラ600、もしくはサウザン500の時点で、「当該レースを勝てばウィンストン・ミリオン獲得」というドライバーがいた場合、そのレースはThe Winston Million Running of the Coca-Cola 600/Southern 500と銘打たれた。1994年から1996年にかけては、ウィンストン・タバコ社のタバコブランドである「セレクト」の宣伝のために、Winston Select Millionと銘打たれた。

## 最初のウィンストン・ミリオン
ウィンストン・ミリオン開始初年である1985年、ビル・エリオットが100万ドルのボーナスを獲得した。このことにより、エリオットは知名度を高めた。彼は100万ドルのビルとして有名になり、スポーツ・イラストレーション誌の表紙を飾った。彼が100万ドルの賞金を比較的容易に得たことにより、多数の人々はウィンストン・ミリオンは比較的容易に出るのではないかと信じるようになった。しかしながら、ウィンストン・ミリオンを獲得するドライバーがなかなか出ない、さらにはウィンストン・ミリオンを獲得しそうなドライバーさえなかなか出ない、という状況が長く続いたことにより、そのような主張は思い違いであるとされた。

## 落胆の時期
エリオットのウィンストン・ミリオン獲得以降、10年以上にわたってウィンストン・ミリオンを獲得するドライバーは現れなかった。
1989年、ダレル・ウォルトリップがデイトナ500とコカ・コーラ600を勝利し、エリオット以後初めてウィンストン・ミリオンを獲得するかと期待された。しかしながら、ウォルトリップはサウザン500を勝利することができず、結局10万ドルの獲得にとどまっている。
翌1990年。デイル・アーンハートは、デイトナ500で先頭を走っていた最終ラップにタイヤトラブルによりリタイヤした後、ウィンストン500とサウザン500を勝利した。デイトナ500でトラブルがなくそのまま勝利していたとしたら、ウィンストン・ミリオン獲得であった。アーンハートもまた、10万ドル獲得にとどまっている。
1992年、サウザン500は雨により中断され、この年のデイトナ500とウィンストン500を制していたデイビー・アリソンはウィンストン・ミリオン獲得の望みを絶たれた。アリソンはこのレース、常に先頭グループで走っていたが、結局5位フィニッシュであった。アリソンもまた、10万ドル獲得にとどまっている。また、アリソンは1991年シーズンにコカ・コーラ600を制しているため、2年でクラウン・ジュエルのうち3つを制したことになる。He sat as defending champion of three of the crown jewels at once in a similar fashion to the "Tiger Slam" (but never won the Southern 500).
アリソンより4年後の1996年、デイル・ジャレットがデイトナ500とコカ・コーラ600を制し、ウィンストン・ミリオンの可能性を残してサウザン500に臨むことになった。彼はウィンストン500でも、トップのスターリング・マーティンと0.22秒差の2位であった。しかしながら、ジャレットはサウザン500で14位に終わり、彼もまたウィンストン・ミリオンを獲得することはできなかった。
そして1997年、ジェフ・ゴードンがついにウィンストン・ミリオンを手にした。サウザン500で最終ラップのジェフ・バートンの追い上げを振り切ってのものであった。The two cars touched coming around to take the white flag side-by-side, with Gordon holding on to win. A Brinks truck led him around the victory lap, spewing bags of Winston play money.

## キャリアグランドスラム
キャリアグランドスラムとは、デイトナ500、ウィンストン500(現アーロンズ499)、コカ・コーラ600、サウザン500すべてを現役期間中に制したドライバーのことである。
ウィンストン・ミリオンが廃止された1998年以降、2004年に至るまで、クラウン・ジュエルのうち3つを同じ年に制したドライバーは存在しない。サウザン500は、Chase for the Nextel Cupのために11月に移動された後、レースそのものが消滅した。その後、フェルコ訴訟により、「グランドスラム」そのものが中止された。
- グランドスラム中止以降、現時点においてキャリアグランドスラム達成の機会が残されているドライバー(4名)
  - ワード・バートン アーロンズ499とコカ・コーラ600が未勝利。
  - ボビー・ラボンテ デイトナ500が未勝利。
  - マーク・マーティン デイトナ500が未勝利。
  - ジェフ・バートン デイトナ500とアーロンズ499が未勝利。

- 現時点までにキャリアグランドスラムを達成したドライバー(7名)
  - リチャード・ペティ
  - ボビー・アリソン
  - ダレル・ウォルトリップ
  - デイル・アーンハート
  - ジェフ・ゴードン クラウン・ジュエルすべてを2度以上制覇した唯一のドライバー。
  - ジミー・ジョンソン
  - バディ・ベーカー

## 1985年から1997年にかけての、「クラウン・ジュエル」対象レース勝者と結果
| シーズン | デイトナ500              | ウィンストン500          | コカ・コーラ600        | サウザン500            | 注                                                                                 |
| -------- | ------------------------ | ------------------------ | ---------------------- | ---------------------- | ---------------------------------------------------------------------------------- |
| 1985     | ビル・エリオット         | ビル・エリオット         | ダレル・ウォルトリップ | ビル・エリオット       | エリオットがウィンストン・ミリオンを獲得。                                         |
| 1986     | Geoff Bodine             | ボビー・アリソン         | デイル・アーンハート   | Tim Richmond           |                                                                                    |
| 1987     | ビル・エリオット         | デイビー・アリソン       | Kyle Petty             | デイル・アーンハート   |                                                                                    |
| 1988     | ボビー・アリソン         | Phil Parsons             | ダレル・ウォルトリップ | ビル・エリオット       |                                                                                    |
| 1989     | ダレル・ウォルトリップ   | デイビー・アリソン       | ダレル・ウォルトリップ | デイル・アーンハート   | ウォルトリップが10万ドルのボーナスを獲得。                                         |
| 1990     | Derrike Cope             | デイル・アーンハート     | ラスティ・ウォレス     | デイル・アーンハート   | アーンハートが10万ドルのボーナスを獲得。                                           |
| 1991     | Ernie Irvan              | ハリー・ガント           | デイビー・アリソン     | ハリー・ガント         | ガントが10万ドルのボーナスを獲得。                                                 |
| 1992     | デイビー・アリソン       | デイビー・アリソン       | デイル・アーンハート   | ダレル・ウォルトリップ | アリソンが10万ドルのボーナスを獲得。ウォルトリップがキャリアグランドスラムを達成。 |
| 1993     | デイル・ジャレット       | Ernie Irvan              | デイル・アーンハート   | マーク・マーティン     |                                                                                    |
| 1994     | スターリング・マーティン | デイル・アーンハート     | ジェフ・ゴードン       | ビル・エリオット       |                                                                                    |
| 1995     | スターリング・マーティン | マーク・マーティン       | ボビー・ラボンテ       | ジェフ・ゴードン       |                                                                                    |
| 1996     | デイル・ジャレット       | スターリング・マーティン | デイル・ジャレット     | ジェフ・ゴードン       | ジャレットが10万ドルのボーナスを獲得。                                             |
| 1997     | ジェフ・ゴードン         | マーク・マーティン       | ジェフ・ゴードン       | ジェフ・ゴードン       | ゴードンがウィンストン・ミリオンを獲得。                                           |

## Winston No Bull 5
ウィンストン・ミリオンに代わり、1998年からは「No Bull 5」という新しいボーナス賞金システムが採用された。「No Bull 5」には5レースが対象として指定され、対象レースで5着以内に入った選手が次の対象レースで勝利した場合、ボーナスとして100万ドルが与えられるシステム。この「No Bull 5」には一般の観客にも100万ドル獲得のチャンスが与えられた。100万ドル獲得の可能性がある5人のうち誰が勝つかをインターネット投票で予想し、予想した参加者の中から抽選で各1名（計5名）が100万ドル獲得の可能性を得た。
In 1998, in preparations for the 50th anniversary of NASCAR, R.J. Reynolds decided to revamp and reintroduce the million dollar award program. Several factors contributed to the change. After thirteen seasons, the Winston Million had been won only twice, and several times, no driver won even two events. R.J. Reynolds, along with NASCAR, the drivers, and fans, wanted a new format for the award, which allowed it to be won more often, and by more drivers.
The four established crown jewels on the circuit were experiencing worthy competition. In 1994, the inaugural Brickyard 400 at the インディアナポリス・モーター・スピードウェイ was held, and for several years, actually dethroned the Daytona 500 as the richest race of the season. The events at リッチモンド・インターナショナル・レースウェイ were also fast becoming popular fan and driver favorites. In addition, several new venues were introduced to the schedule, all of which were offering large base purses.
The new program for 1998, titled the No Bull 5 (after a Winston marketing campaign) consisted of three legs of the Grand Slam (Daytona 500, Coca-Cola 600, Mountain Dew Southern 500) along with the Brickyard 400. The race at Talladega used for the program, however, switched to the October race, which as a result, became known as the ウィンストン500. The drivers who finished in the top five of each No Bull 5 race qualified for the bonus at the next No Bull 5 race. If a qualified driver went on to win the next No Bull 5 race, he won an additional $1 million dollar bonus. In addition, five fans were chosen for each No Bull 5 race, and were paired with each of the five qualified drivers. If the driver won the bonus, the lucky fan also won $1 million.
During the No Bull 5 races, the No Bull 5 eligible drivers raced with special paint jobs. The number on the roof was painted day-glow orange, and a day-glow "$" was affixed to the passenger window. Other special decals were sometimes present. This allowed fans to quickly identify and follow the progress of the five eligible drivers.
In subsequent seasons, the races chosen for the No Bull 5 program varied. The Brickyard 400 was dropped after only one year, replaced by the Las Vegas 400. Eventually the Daytona 500 was replaced with the ペプシ400, and the Southern 500 was replaced by the fall event at Richmond.
In its five year span, which totalled twenty-five races, 125 eligible driver spots, and 124 eligible fans (one fan qualified twice, winning neither), the million dollar bonus was won thirteen times. Jeff Gordon won it a record four times. Including his 1997 Winston Million victory, Gordon won a total of $5 million from the bonus program.

## Winston No Bull 5 winners/results
The top five finishers in each race listed qualified to race for the bonus in the next No-Bull 5 race. For the first No-Bull 5 race, the 1998 Daytona 500, the top five finishers from the 1997 ダイハード500 were used.
1998
- デイトナ500 - no winner (デイル・アーンハート wins Career Grand Slam)
- コカ・コーラ600 - no winner
- Brickyard 400 - ジェフ・ゴードン
- マウンテンデューサザン500 - ジェフ・ゴードン (fourth consecutive win;  most consecutive wins in a Grand Slam event)
- ウィンストン500 - デイル・ジャレット

1999
- デイトナ500 - ジェフ・ゴードン
- Las Vegas 400 - no winner
- コカ・コーラ600 - ジェフ・バートン
- 50th Annual Southern 500 - ジェフ・バートン
- Winston 500 - no winner

2000
- デイトナ500 - デイル・ジャレット
- CarsDirect.com 400 - ジェフ・バートン
- コカ・コーラ600 - no winner
- Chevrolet Monte Carlo 400 - no winner
- Winston 500 - デイル・アーンハート (76勝目、かつ、生涯最後の勝利)

2001
- UAW-ダイムラークライスラー400 - ジェフ・ゴードン (NOTE:  マイク・スキナー, who finished sixth in the 2000 Winston 500, participated in No Bull 5 promotion following Earnhardt's death February 18, 2001.)
- コカ・コーラ600 - no winner
- ペプシ400 - no winner
- シボレー・モンテカルロ400 - no winner
- EAスポーツ500 - デイル・アーンハートJr.

2002
- UAW-ダイムラークライスラー400 - no winner
- コカ・コーラ600 - マーク・マーティン
- ペプシ400 - no winner
- Chevrolet Monte Carlo 400 - no winner
- EAスポーツ500 - デイル・アーンハートJr.